# 東京都福祉局
東京都福祉局 (とうきょうとふくしきょく 英称：Tokyo Metropolitan Government Bureau of Social Welfare）は、2023年 (令和5年) 7月に設置した東京都の知事部局の一つ。

## 沿革
- 2023年7月 - 東京都福祉保健局が廃止され、設置した[1][2]。

## 事業所

### 総務部
局の庶務、議会、文書、組織、広報広聴、調査・統計、契約、財産、物品の管理、工事、人事、定数、福利厚生、研修等の事務を行っている。

### 企画部
局の企画調整、区市町村との連絡調整、政策連携団体に係る調整、予算、決算、会計等の事務を行っている。

### 指導監査部
指導検査の総合調整、社会福祉法人設立認可、介護保険事業者、障害福祉サービス事業者等、指定医療機関への指導検査、保護施設、保育所（認可外含む）等への指導検査等の事務を行っている。

### 生活福祉部
生活福祉の企画調整、旧軍人等の恩給、中国帰国者対策、福祉のまちづくり、生活保護、保護施設及び宿泊所の運営指導、路上生活対策、山谷対策、低所得者対策、民生・児童委員、地域福祉の推進、福祉人材対策、ひきこもりに係る支援、医療費助成、西多摩郡町村区域における生活保護、母子相談等の事務を行っている。

### 高齢者施策推進部
高齢者施策の企画調整、高齢者保健福祉計画の策定、介護保険に係る区市町村の指導・支援、介護保険審査会、指定居宅サービス事業者等の指定・運営指導、介護人材対策、高齢者の在宅福祉、認知症高齢者への支援、施設事業者の運営指導、介護老人福祉施設等の整備費補助、都立高齢者施設の再編整備等、地方独立行政法人東京都健康長寿医療センターの運営支援等の事務を行っている。

### 子供・子育て支援部
子供・家庭・女性施策の企画調整、子供家庭支援、児童相談所の運営、医療費助成、母子保健、ひとり親家庭の支援、女性福祉施策、児童手当、社会的養護、里親、保育施策全般に関すること、児童福祉法に基づき、原則18歳未満の子供に関するあらゆる相談に対応、緊急の保護や自立のための援助が必要な女性の相談に応じ、助言・指導や援護を行う、生活指導等を要する児童を入所させ、その自立を支援する等の事務を行っている。

### 障害者施策推進部
障害者施策の企画調整、東京都障害者・障害児施策推進計画の作成、障害者の社会参加の推進、障害者虐待防止法の施行に関すること、障害者差別解消法の施行に関すること、障害者の在宅福祉、就労支援、居住に関する支援、障害者施設事業者の運営指導、都立障害者施設の運営、重症心身障害児（者）施策の企画、立案、障害者施設の整備精神障害者の保健医療、精神障害者の医療支援、発達障害、高次脳機能障害等の支援体制の整備、判定業務（補装具の要否・適合、自立支援医療（更生医療）の要否、愛の手帳（18歳以上））、区市町村に対する専門的支援、高次脳機能障害支援拠点、身体障害者手帳及び愛の手帳の発行、障害者やその家族への集会室等の利用公開、ピアカウンセリング、日常生活情報の点訳等のサービス、精神教育研修及び技術援助、精神保健及び精神障害者の福祉に関する相談及び指導等の事務を行っている。

## 政策連携団体
- 公益財団法人東京都社会福祉事業団
- 公益財団法人東京都福祉保健財団